# Mistrzostwa Europy w Kajakarstwie 1967
8. Mistrzostwa Europy w kajakarstwie odbyły się w dniach 25–27 sierpnia 1967 w Duisburgu.
Rozegrano 13 konkurencji męskich i 3 kobiece. Mężczyźni startowali w kanadyjkach jedynkach (C-1) i dwójkach (C-2) oraz w kajakach jedynkach (K-1), dwójkach (K-2) i czwórkach (K-4), zaś kobiety w kajakach jedynkach i dwójkach.   Liczba i rodzaj konkurencji nie zmieniły się od poprzednich mistrzostw.
Pierwsze miejsce w klasyfikacji medalowej wywalczyli reprezentanci Związku Radzieckiego.

## Medaliści

### Mężczyźni

#### Kanadyjki
| Konkurencja: | Złoto:                                     | Rezultat | Srebro:                                     | Rezultat | Brąz:                                    | Rezultat |
| C-1 1000 m   | Detlef Lewe                                | 4:21,06  | Tamás Wichmann                              | 4:22,53  | Jiří Čtvrtečka                           | 4:22,87  |
| C-1 10 000 m | Andrei Igorov                              | 51:23,4  | Rudolf Pěnkava                              | 51:36,6  | Naum Prokupiec                           | 51:50,4  |
| C-2 1000 m   | Węgry · Tamás Wichmann · Gyula Petrikovics | 4:00,55  | Rumunia · Constantin Manea · Vasile Serghei | 4:01,84  | ZSRR · Wałerij Drybas · Wasilij Kalagin  | 4:02,54  |
| C-2 10 000 m | Rumunia · Petre Maxim · Aurel Simionov     | 46:42,65 | ZSRR · Wałerij Drybas · Wasilij Kalagin     | 46:48,71 | Szwecja · Bernt Lindelöf · Erik Zeidlitz | 46:49,71 |

#### Kajaki
| Konkurencja:  | Złoto:                                                                            | Rezultat | Srebro:                                                                           | Rezultat | Brąz:                                                                           | Rezultat |
| K-1 500 m     | Aurel Vernescu                                                                    | 1:54,13  | Rolf Peterson                                                                     | 1:54,20  | Anatolij Tiszczenko                                                             | 1:54,62  |
| K-1 1000 m    | Ołeksandr Szaparenko                                                              | 3:54,71  | Erik Hansen                                                                       | 3:55,81  | Mihály Hesz                                                                     | 3:56,13  |
| K-1 10 000 m  | Kostantin Kostienko                                                               | 45:33,10 | Wiktor Cariow                                                                     | 45:35,80 | Egil Søby                                                                       | 45:37,20 |
| K-1 4 × 500 m | Rumunia · Mihai Țurcaș · Andrei Conţolenco · Haralambie Ivanov · Aurel Vernescu   | 7:33,57  | RFN · Bernd Guse · Hans Günther · Heinz Büker · Holger Zander                     | 7:33,70  | ZSRR · Heorhij Kariuchin · Jurij Kabanow · Anatolij Tiszczenko · Vilnis Baltiņš | 7:34,64  |
| K-2 500 m     | ZSRR · Władimir Obrazcow · Heorhij Kariuchin                                      | 1:42,80  | Rumunia · Aurel Vernescu · Atanasie Sciotnic                                      | 1:43,01  | Rumunia · Andrei Conţolenco · Costel Coșniță                                    | 1:44,63  |
| K-2 1000 m    | Rumunia · Aurel Vernescu · Atanasie Sciotnic                                      | 3:33,71  | Szwecja · Lars Andersson · Gunnar Utterberg                                       | 3:34,30  | Węgry · Csaba Giczy · István Tímár                                              | 3:34,37  |
| K-2 10 000 m  | Węgry · Imre Kemecsey · László Fábián                                             | 42:13,60 | Szwecja · Lars Andersson · Gunnar Utterberg                                       | 42:19,27 | Rumunia · Antrop Vorobiov · Ion Terente                                         | 42:21,85 |
| K-4 1000 m    | Rumunia · Serghei Covaliov · Mihai Țurcaș · Anton Calenic · Ian Irimia            | 3:16,38  | ZSRR · Wołodymyr Morozow · Anatolij Griszyn · Wiaczesław Ionow · Walerij Didienko | 3:17,19  | ZSRR · Nikołaj Czużykow · Jurij Stecenko · Heorhij Kariuchin · Jurij Kabanow    | 3:17,30  |
| K-4 10 000 m  | ZSRR · Wołodymyr Morozow · Anatolij Griszyn · Wiaczesław Ionow · Walerij Didienko | 36:45,51 | Rumunia · Costel Coșniță · Haralambie Ivanov · Ion Terente · Anton Calenic        | 36:48,10 | Austria · Günther Pfaff · Gerhard Seibold · Halmut Hediger · Kurt Lindlberger   | 36:56,08 |

### Kobiety

#### Kajaki
| Konkurencja: | Złoto:                                                                              | Rezultat | Srebro:                                                            | Rezultat | Brąz:                                                                           | Rezultat |
| K-1 500 m    | Ludmiła Pinajewa                                                                    | 2:09,43  | Ivana Chalupová                                                    | 2:12,70  | Antonina Sieriedina                                                             | 2:12,71  |
| K-2 500 m    | ZSRR · Ludmiła Pinajewa · Antonina Sieriedina                                       | 1:54,00  | Rumunia · Viorica Dumitru · Valentina Serghei                      | 1:54,80  | RFN · Roswitha Esser · Renate Breuer                                            | 1:54,82  |
| K-4 500 m    | ZSRR · Ludmiła Pinajewa · Marija Szubina · Antonina Sieriedina · Nadieżda Lewczenko | 1:43,91  | RFN · Elke Felten · Roswitha Esser · Sigrid Ritter · Renate Breuer | 1:46,29  | ZSRR · Natalja Bojko · Galina Kirjanowa · Adelajda Miszeczkina · Marija Iwanowa | 1:46,78  |

## Klasyfikacja medalowa
| Miejsce | Państwo        | Złoto | Srebro | Brąz | Razem |
| ------- | -------------- | ----- | ------ | ---- | ----- |
| 1       | ZSRR           | 7     | 3      | 7    | 17    |
| 2       | Rumunia        | 6     | 4      | 2    | 12    |
| 3       | Węgry          | 2     | 1      | 2    | 5     |
| 4       | RFN            | 1     | 2      | 1    | 4     |
| 5       | Szwecja        | 0     | 3      | 1    | 4     |
| 6       | Czechosłowacja | 0     | 2      | 1    | 3     |
| 7       | Dania          | 0     | 1      | 0    | 1     |
| 8       | Austria        | 0     | 0      | 1    | 1     |
| 8       | Norwegia       | 0     | 0      | 1    | 1     |
|         | Razem          | 16    | 16     | 16   | 48    |